# Angelica Ross
Angelica Ross (Kenosha, 28 novembre 1980) è un'attrice, imprenditrice e attivista statunitense.
Donna transgender, ha debuttato come attrice nel film Natale a Miami ma è divenuta famosa grazie alle sue interpretazioni nelle serie Pose e American Horror Story.

## Biografia
Angelica Ross è nata il 28 novembre 1980 a Kenosha, nel Wisconsin, poi cresciuta al nord nella vicina Racine. Ross, una donna trans, ha affermato di essere stata percepita come femminile fin dalla giovane età. Nel 1998, quando aveva diciassette anni, si è dichiarata gay a sua madre, una cristiana evangelica. Sua madre non ha ricevuto bene la notizia e, secondo Ross, "mi ha detto che avrei dovuto suicidarmi o lo avrebbe fatto lei, perché non poteva avere qualcuno come me come suo figlio". Ross ha pensato di porre fine alla propria vita e ha assunto una dose eccessiva di farmaci, ma è sopravvissuta.
Dopo essersi diplomata al liceo a 17 anni, Ross ha frequentato brevemente l'Università del Wisconsin-Parkside prima di abbandonare dopo un semestre. Ross decise di arruolarsi nella Marina degli Stati Uniti (dopo che i suoi genitori firmarono una rinuncia in modo che potesse arruolarsi come minorenne) per qualificarsi per il G.I. Bill. Ross inizialmente si trasferì a Rochester, New York, prima di essere di stanza a Yokosuka, Kanagawa. Dopo sei mesi di servizio, ha chiesto e ricevuto un congedo "non caratterizzato" ai sensi della politica "Non chiedere, non dire" (che era allora in vigore) a causa di molestie da parte di uomini arruolati che l'hanno costretta a dire era gay.
Ross tornò a casa e fece amicizia con una drag queen chiamata Traci Ross che l'ha aiutata a iniziare la sua transizione di genere all'età di 19 anni. Dopo aver scoperto che stava effettuando una transizione, i suoi genitori l'hanno buttata fuori e Ross si è trasferita con il suo padre biologico (che la accettava leggermente di più) a Roanoke, in Virginia. Sebbene Ross ei suoi genitori si fossero allontanati per un po', lei afferma che da allora la loro relazione si è riparata. Durante i sei anni in cui ha vissuto a Roanoke, Ross ha lavorato come cameriera da Applebee's sin modo che potesse guadagnare abbastanza soldi per pagare l'affitto e frequentare la scuola di cosmetologia.
È stata licenziata dal suo lavoro di cameriera a causa della discriminazione transfobica. Ross si è poi trasferita a Hollywood, in Florida, e ha lavorato come modella ed escort, poi web manager, fino al 2003. Ha iniziato un'attività di sviluppo web e graphic design e ha preso lezioni di recitazione. In seguito si è trasferita a Chicago per diventare la coordinatrice del lavoro per il Trans Life Center. Pratica il buddismo.

## Filmografia
- Natale a Miami, regia di Neri Parenti (2005)
- Bella Maddo – cortometraggio (2010)
- I Am Cait – docuserie, 2 episodi (2015)
- Her Story – webserie, 6 episodi (2016)
- Doubt - L'arte del dubbio (Doubt) – serie TV, episodio 1×04 (2017)
- The Heart of a Woman – cortometraggio (2017)
- Missed Connections – cortometraggio (2017)
- Transparent – serie TV, episodio 4×05 (2017)
- Claws – serie TV, 3 episodi (2017)
- Pose – serie TV, 16 episodi (2018-2021)
- American Horror Story – serie TV, 15 episodi (2019-2021)
- Disclosure (Disclosure: Trans Lives on Screen), regia di Sam Feder (2020)
- Music, regia di Sia Furler (2021)

## Doppiatrici italiane
Nelle versioni in italiano nelle opere in cui ha recitato, Angelica Ross è stata doppiata da:
- Guendalina Ward in Pose, American Horror Story, Pride